# Walrencea globosa
Walrencea globosa là một loài nhện trong họ Pisauridae.
Loài này thuộc chi Walrencea. Walrencea globosa được miêu tả năm 1979 bởi Blandin.